# Martin Le Chevallier
Pour les articles homonymes, voir Le Chevallier.
Martin Le Chevallier, né en mai 1968 à Fontenay-aux-Roses, est un artiste plasticien, réalisateur et auteur français.
Ses œuvres abordent des questions sociales, économiques et politiques. Elles prennent la forme de vidéos, d'installations, d'interventions in situ ou de processus. Il est représenté par la galerie Jousse Entreprise à Paris.

## Biographie
Martin Le Chevallier suit des études de graphisme à l'Esag (1986-1989) puis étudie la vidéo à l'École nationale supérieure des arts décoratifs (1989-1991). En 1989, il est brièvement l'assistant de Roman Cieslewicz. De 1990 à 1996, il est membre du collectif de graphistes Tamanoir. Il exerce ensuite comme graphiste indépendant et crée en autoproduction des affiches politiques.
En 1997, il rencontre l'écrivain et critique d'art Jean-Charles Massera qui l'invite à exposer et l'encourage à développer un travail d'artiste plasticien. Il s'y consacre alors, délaissant progressivement son activité de graphiste. De 1998 à 2005, il crée des œuvres interactives, avec notamment des jeux vidéo et des vidéos interactives (dont Le Papillon, 2005, interprété par Mathieu Amalric). Il explore ensuite d'autres formes, relevant de la vidéo, de la performance ou de l'installation. En 2008, il crée une œuvre consistant à se fait auditer, comme artiste, par un cabinet de conseil (L'audit). En 2009, il participe à la Fiac en introduisant des bateaux de police télécommandés dans un bassin des Tuileries. Il réalise également plusieurs court ou moyen-métrages (L'an 2008, 2010, Le jardin d'Attila, 2012, Münster, 2016).
De 2000 à 2001, il est en résidence à l'Académie de France à Rome (Villa Médicis).
À partir de 2003, il collabore avec la galerie Maisonneuve. Après la fermeture de celle-ci en 2009, il rejoint la galerie Jousse Entreprise.
De 2011 à 2015, en parallèle de son activité d'artiste, il travaille comme directeur artistique au journal Libération.
En 2024, il publie aux éditions Zones (La Découverte) le Répertoire des subversions, un inventaire des formes d'actions employées par les artistes et les activistes.

## Œuvres principales
- Gageure 1.0, cdrom, 1999
- Flirt 1.0, jeu vidéo, 2000
- Vigilance 1.0, jeu de vidéo surveillance, 2001
- Félicité, vidéo interactive, 2001
- Oblomov, vidéo interactive, 2001
- Une minute de silence, vidéo interactive réalisée en collaboration avec Tiphaine Samoyault, 2003
- Le Papillon, vidéo interactive, 2005
- Doro bibloc, serveur vocal, 2003
- NS, polyptyque, huile sur bois, 2007
- L’audit, processus de consulting, 2008
- The Holy Flag, performance et vidéo, 2009
- Ocean Shield, intervention in situ, Fiac, 2009
- L’an 2008, vidéo, 20 min, 2010
- Solipsisme no 1, 2011
- Le jardin d'Attila, vidéo, 33 min, 2012
- 11h29'15", mesure du temps de travail d’un artiste, 2012
- Le cargo, installation vidéo, 2013
- Bugs, performances, 2015
- Le jour où ils sont arrivés, intervention in situ, 2015
- Münster, vidéo, 48 min, 2016
- Le faux bourdon, installation vidéo, 2016
- Clickworkers, vidéo, 8 min, 2017
- SOS, intervention in situ, 2019
- Obsolete Heroes, images autodestructrices, 2020
- Ici, autrefois, intervention in situ, 2020
- Répertoire des subversions, éd. Zones, 2024

## Expositions

### Expositions personnelles
- Il suffit d'y croire, galerie Maisonneuve, Paris, 2005, Espace multimedia Gantner, Bourogne, 2005.
- L'audit, galerie Maisonneuve, Paris, 2008.
- The Holy Flag, galerie Jousse Entreprise, Paris, 2009.
- L'audit, La Chaufferie, Strasbourg, 2009.
- ralentir ses battements de paupières, Le Parvis, Pau et Tarbes, 2010.
- Solipsismes, galerie Jousse Entreprise, Paris, 2011[10].
- Le bureau des ancêtres, galerie Jousse Entreprise Paris, 2014.
- Le jour où ils sont arrivés, espace d'art contemporain La galerie du Dourven (côtes d’Armor), 2015[11].
- Le faux bourdon, Les Champs Libres, à Rennes, 2016-2017[12].
- Make truth great again, galerie Jousse Entreprise, Paris, 2017[13].
- La stratégie du râteau, galerie Jousse Entreprise, Paris, 2021[14].
- La stratégie du râteau, galerie Far West, Penmarc’h, 2023[15].

### Expositions Collectives (sélection)
- À quoi rêvent les années 90?, centre d’Art Moderne Mira Phalaina, Montreuil, 1998.
- Le temps libre, son imaginaire, ses aménagements, ses trucs pour s’en sortir, Deauville, 1999.
- Connivences, Biennale de Lyon, 2001.
- Big Torino 2002, Biennale de Turin, 2002.
- Art & Economy, Deichtorhallen, Hambourg, 2002.
- Tutto Normale, Villa Médicis, Rome, 2002.
- Fundamentalisms of the New Order, Charlottenborg Exhibition Building, Copenhague, 2002.
- Populism, Contemporary Art Center, Vilnius, 2005, National Museum of Art, Architecture and Design, Oslo, 2005, Stedelijk Museum CS, Amsterdam, 2005, Frankfurter Kunstverein, Francfort, 2005.
- Arrêté, Kunstraum, Vienne 2005-2006.
- This is America, Centraal Museum, Utrecht, 2006.
- New Horizons, Centrale Electrique, Bruxelles, 2007, Marco, Vigo, 2007.
- Les ateliers de Rennes, biennale d'art contemporain, Rennes, 2008
- Fiac 2009, jardin des Tuileries, Paris (projet Ocean Shield, dans le bassin des voiliers), 2009.
- Niet Normaal, De Beurs van Berlage, Amsterdam, 2009-2010, Kleisthaus, Berlin, 2011.
- Manufacturing Today, biennale de Trondheim, Norvège, 2010.
- Immersion at Beit Ha’ir, Beit Ha'ir Museum, Tel Aviv, 2014.
- Global Games, ZKM, Karlsruhe, 2016.
- Tracing the Future, M Museum et autres lieux, Louvain (Belgique), 2016.
- Le son entre, Frac Nord-Pas-de-Calais, Dunkerque, 2017.
- Le vrai du faux, festival Art Souterrain, Montréal, 2019.
- Labor Improbus, festival Art souterrain, Montréal, 2018.
- Reset, festival Art souterrain, Montréal, 2020.
- Le supermarché des images, Jeu de Paume, Paris, 2020 et Red Brick Art Museum, Beijing (Pékin), 2021.
- Escape, voyage au cœur des cultures numériques, Alliances Françaises, dans une cinquantaine de pays et dans 80 villes, 2021-2023.

## Collections
Les œuvres de Martin Le Chevallier sont présentes dans les collections suivantes :
- Centre national des arts plastiques / Fonds national d'Art contemporain[16] (Fnac)
- Collection d'art contemporain du territoire de Belfort
- Fonds municipal d'Art contemporain de la ville de Paris[17]
- Fonds régional d'art contemporain (Frac) Bretagne[18]
- Musée national d'Art moderne[19],[20] (centre Georges Pompidou)

## Festivals (sélection)
2005
- Festival international du film de Locarno[21]

2010
- Festival européen du film court de Brest

2011
- Travelling, Rennes
- FID Marseille

2013
- Festival de Brive

2016
- Short Waves Festival, Poznań (Pologne)
- FIDMarseille
- Curtas, Vila do Conde (Portugal)

2017
- Travelling, Rennes

## Articles
2005
- Requiem pour un cliqueur, Thierry Jousse, dans Frog

2008
- Faire parler les représentations Evarista Lund (Jean-Charles Massera) dans French Connection
- Rechigne à s’adapter au marché, Entretien avec Marie Lechner, dans Libération
- De l'art de faire évaluer ses œuvres, Emmanuelle Lequeux, dans Le Monde

2010
- La consultation du monde, Jean-Marc Huitorel, dans catalogue Au pied de la lettre

2014
- Le petit geste qui change tout, Jean-Marc Huitorel, dans Art Press no 411[22].

## Publications
Utopies, éd. Galerie Jousse Entreprise, 2016